# Humlebæk (stacja kolejowa)
Humlebæk (duń. Humlebæk Station) – stacja kolejowa w miejscowości Humlebæk, w Regionie Stołecznym, w Danii. Znajduje się na linii Kystbanen, 35 km od Kopenhagi.
Obsługiwana jest przez pociągi regionalne. Niedaleko stacji znajduje się Louisiana Museum of Modern Art.

## Linie kolejowe
- Kystbanen